# Satha Ier
Satha Ier (en khmer សត្ថាទី១)(vers 1540 mort en 1596) roi du Cambodge sous les noms de règne Barom Reachea IV ou Mahinto Reachea et Soriyovong IV (en sanskrit: « Paramaraja IV , Mahindraraja et Suriya Varman IV ») de 1576 à 1584 (abdication), puis de 1584 à 1594 comme régent ("maha upayuvaraja") pour son fils aîné Chey Chettha Ier.

## Biographie
Fils de Barom Reachea III, il monte sur le trône à l’âge de 37 ans en 1576.
Au début de son règne les Cambodgiens sont d’abord les alliés des Siamois du roi Maha Tammaratchathirat Ier qui voulait s'affranchir de la vassalité imposée par les Birmans depuis 1569. Le frère du roi, le prince Soriyopear combat aux côtés du prince héritier Naresuan à qui il s'oppose sur une question de préséance lors de la célébration de la victoire. Le Cambodge va rapidement retourner son alliance et lancer un raid sur Prachin lors d'une autre offensive des Birmans, ce qui va engendrer une guerre inexpiable avec son voisin occidental.
Afin de conjurer le péril thaï, Satha Ier fait appel aux forces religieuses Khmères et il remet partiellement en état le grand temple d’Angkor où sa mère en 1577 et sa première épouse en 1579 se rendent en pèlerinage. Cette dernière y consacre même son fils nouveau-né à Bouddha. Satha Ier décide en 1584 d’associer son fils aîné Chey Chettha Ier au trône.
En 1591 une armée de 100 000 hommes conduite par le roi de Siam Phra Naret s’empare de Battambang et ravage le Cambodge. La capitale Lovek assiégée pendant trois mois est dégagée par une armée de secours mais le pays est ravagé par la famine et le choléra.
Le roi à bout de ressources décide alors de faire appel aux chrétiens qui s’étaient installés au Cambodge sous le règne précédent. Un Portugais Diogo Veloso arrive avec une poignée d’hommes pour former la Garde Royale il est rejoint par un Espagnol Blaz Ruiz en 1592. Les deux hommes deviennent les favoris du roi, lequel est nommé par les auteurs portugaise et espagnols « Apram Langara » ou « Prauncar Langara ». Ils l’incitent à rechercher l’alliance des Espagnols implantés aux Philippines.
Malgré ces renforts lorsqu’une nouvelle armée siamoise envahit le pays la capitale Lovek est prise et entièrement pillée en janvier 1594, 90 000 khmers sont déportés au Siam. Le roi Satha Ier accompagné de son fils le roi associé Chey Chettha Ier s’étaient réfugiés avant le siège de la ville à Srey Santhor puis dans la province de Stoeng Treng à la frontière du Laos. Satha Ier y meurt au milieu de l'an 1596.

## Postérité
Satha Ier contracta plusieurs unions:
1) En 1564 avec son épouse principale dont
- Prince Ponhea Jaya Jatha roi associé du Cambodge sous le nom de Chey Chettha Ier en 1584
- Prince Ponhea Ton roi sous le nom de Barom Reachea V

2) En 1572 avec une princesse laotienne
- Prince Ponhea Nhom roi/régent sous le nom de Kaev Hua Ier[3]

## Sources
- Chroniques Royales du Cambodge de 1417 à 1595. École française d'Extrême-Orient Paris 1988  (ISBN 2855395372)
- Chroniques Royales du Cambodge de 1594 à 1677. École française d'Extrême-Orient Paris 1981  (ISBN 2855395372)
- Bernard Philippe Groslier avec la collaboration de C.R. Boxer Angkor et le Cambodge au XVIe siècle d'après les sources portugaises et espagnoles, p. 26 Tableau III « Succession d'Ang Chan » P.U.F (Paris) 1958;
- Achille Dauphin-Meunier, Histoire du Cambodge, Paris, Presses universitaires de France, coll. « Que sais-je ? n° 916 », 1968.